# Sapsan
Sapsan (Сапсан,  v ruštině výraz pro sokola stěhovavého) je vysokorychlostní vlak pro ruský rozchod, konstrukční varianta vlaku Siemens Velaro pro Rusko. V letech 2009–2014 obdržely Ruské železnice celkem 16 souprav Sapsan po deseti vozech, označených jako
ЭВС1 (stejnosměrný provoz) a ЭВС2 (dvouproudový provoz). Sapsan drží i ruský vlakový rychlostní rekord, který je 290 km/h a vlak jej dosáhl 7. května 2009.
Od 18. prosince 2009 jsou v provozu na vysokorychlostní trati mezi Moskvou a Petrohradem, kde soupravy jezdí traťovou rychlostí až 250 km/h. Doba jízdy na trati dlouhé 649,7 km činí 3 hodiny 40 minut až 4 hodiny. V letech 2009–2015 jezdily soupravy Sapsan ЭВС2 i na trati Moskva – Nižnij Novgorod (440 km za 3 hodiny 55 minut) v červnu 2015 zde však byly nahrazeny rychlovlaky Talgo – Striž.

## Konstrukce

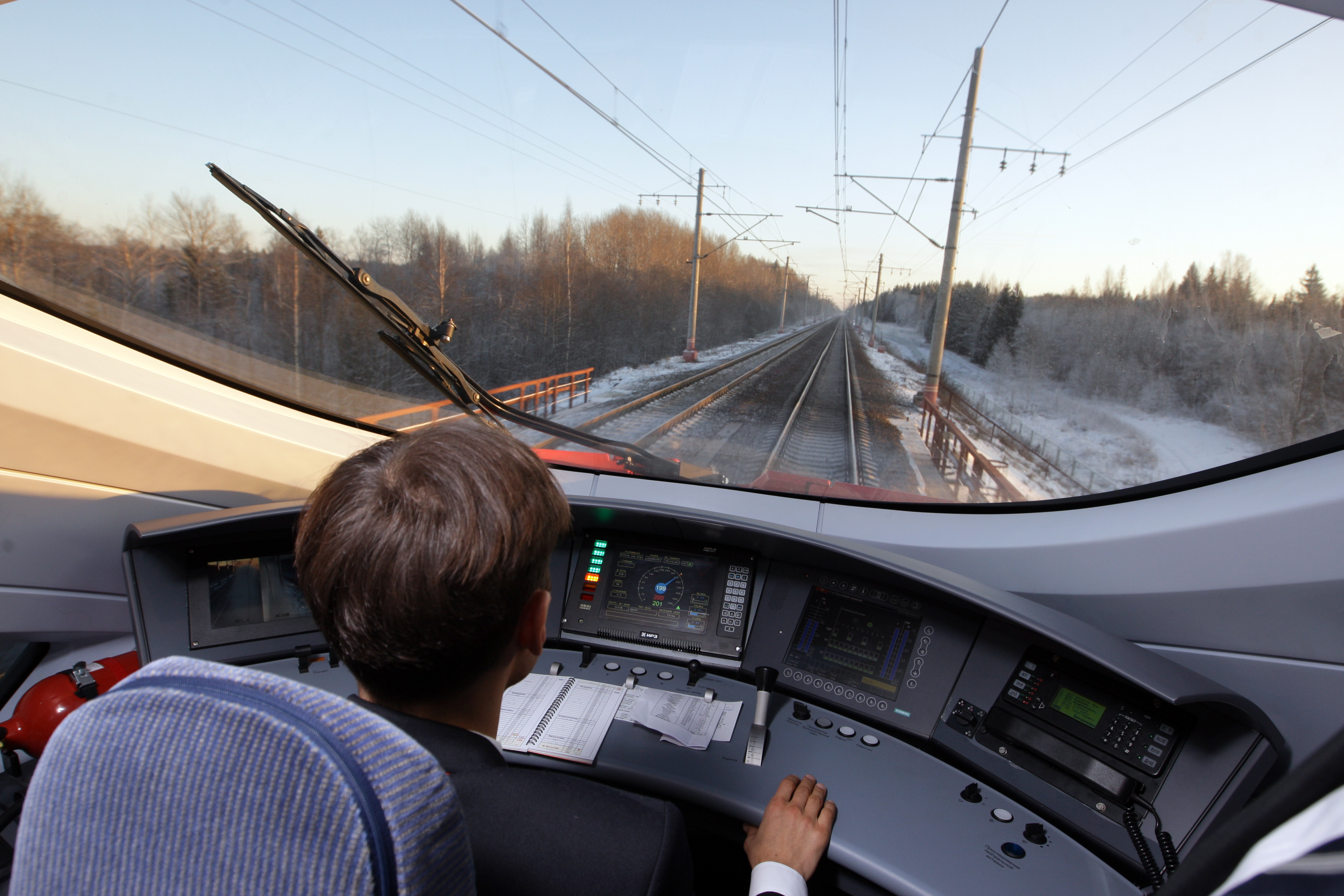
Stanovistě strojevedoucího

Vysokorychlostní vlak Sapsan je modifikace vlaku Velaro, vyvinutého společností Siemens z jednotky ICE 3 pro německou drážní společnost Deutsche Bahn. Sapsan je postaven na konstrukci Velaro, ale s určitými specifiky provozu na ruských tratích. Jde především o rozchod ruských kolejí, který je proti většině Evropy 1520 mm místo nejčastější míry 1435 mm. Dále jde o specifika trolejového napájení na trati, ale většina moderních rychlovlaků je schopná svým pantografem sbírat napětí jak z nejčastějšího napětí 25 kV 50 Hz (střídavý), 3 kV ss (stejnosměrný) případně 15 kV 16,7 Hz (střídavý). Rusko užívá většinou systém 3 kV ss, který je ale stejnosměrný a není tudíž schopen takových výkonů jako vhodnější a úspornější systém střídavý. Vlaky Sapsan ЭВС2 mohou jezdit na oba v Rusku používané systémy napájení, totiž 3 kV ss i 25 kV 50 Hz (střídavý) .
Sapsan je 250 metrů dlouhá souprava 10 vlakových vozů s obousměrným řízením o hmotnosti 667 tun a šířkou 3,26 m. Kapacita cestujících je 604 osob. Vlak užívá specifický ruský zabezpečovací systém železničních tratí KLUB. Vlak je vybaven Wi-Fi, v business třídě zdarma, v ekonomické třídě za poplatek. Sapsan má také zásuvky 230 V a je jedním z velmi mála ruských vlaků, jež jsou konstruované na přepravu cestujících na vozíku. Maximální rychlost vlaku je 300 km/h, ale na ruských tratích je omezena na 250 km/h.

## Výroba a cena
Vlakové soupravy jsou vyvíjeny i vyráběny v Německu v továrnách firmy Siemens ve městech Erlangen a Krefeld. Cena jedné jednotky je dle kontraktu z 18. května 2006 34 500 000 € (276 000 000 € za 8 jednotek). Dalším kontraktem v hodnotě 300 mil. € zajišťuje Siemens i údržbu souprav na dobu 30 let.

## Provoz

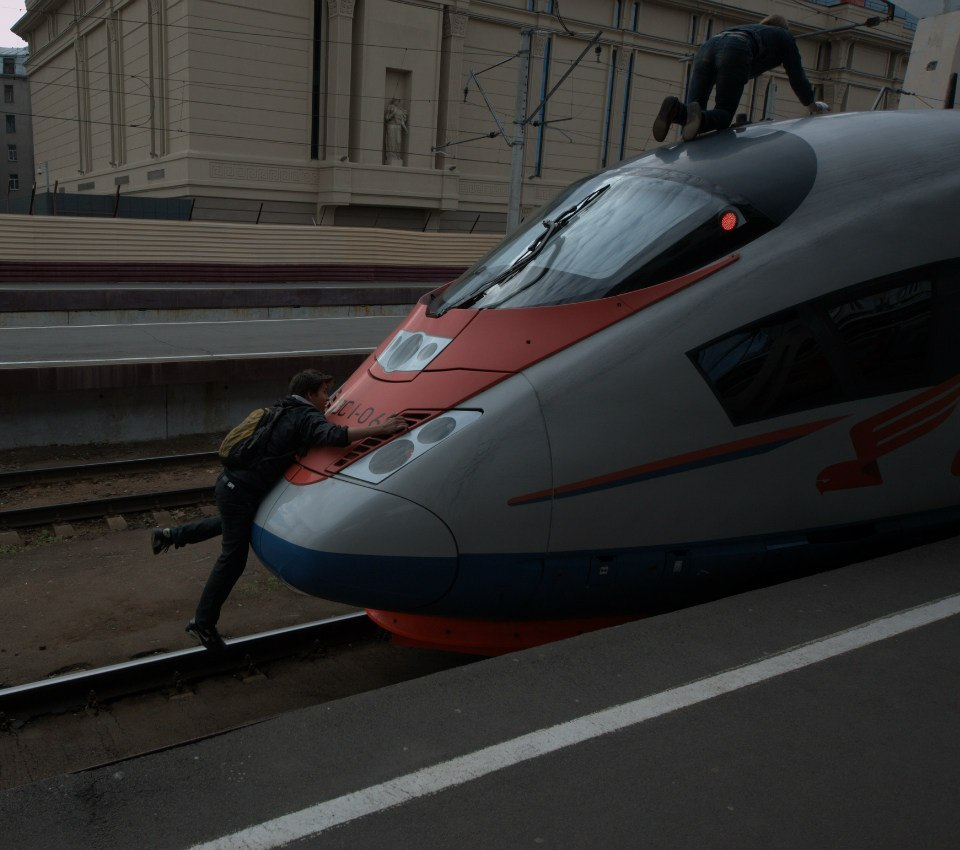
Skupina fanoušků "vlakového surfování" vylézá na Sapsan

V současnosti je vlak provozován na trati mezi Moskvou a Petrohradem, kde soupravy jezdí zdvojené (s 20 vozy) rychlostí až 250 km/h. Průměrná rychlost vlaku je zde okolo 200 km/h. Obsazenost vlaků byla v roce 2010 dle statistik ruských železnic poměrně dobrá a dosahovala 84,5 %. Přímý vlak bez zastávek z Moskvy do Petrohradu jede 3 hodiny a 40 minut až 4 hodiny 10 minut. V letech 2009-2015 jezdil Sapsan také na trati z Moskvy do Nižního Novgorodu, kde je však maximální rychlost omezena na 160 km/h, vlak ujel 440 km za 3 hodiny a 55 minut. V červnu 2015 byl však Sapsan na této trati nahrazen španělskými rychlovlaky Talgo - Striž (které měly původně obsluhovat trať z Moskvy do Kyjeva), všechny soupravy Sapsan byly poté přesunuty na trať směrem do Petrohradu.

## Plány
Podle vyjádření představitelů Ruských železnic je další rozvoj vysokorychlostní železnice možný pouze na nově budovaných tratích. První takovou tratí měla být nová trať (paralelní k té stávající) Moskva - Petrohrad s provozní rychlostí až 400 km/h, ale podle rozhodnutí z roku 2013 to má být trať Moskva - Nižní Novgorod - Kazaň, s možností prodloužení do Jekatěrinburgu. Úsek do Kazaně by podle původního plánu měl být hotov do roku 2018 k Mistrovství světa ve fotbale v Rusku. Spekuluje se také o vysokorychlostní trati z Pekingu až do Moskvy.

## Trasa

Sapsan trasa (interaktivní mapa)